# Mneme (vệ tinh)
Mneme /ˈniːmiː/, hay còn được gọi là Jupiter XL là một vệ tinh dị hình của sao Mộc. Mneme được phát hiện bởi một nhóm các nhà thiên văn học đến từ Đại học Hawaii do Scott S. Sheppard, vào năm 2003, và tên được chỉ định tạm thời là S / 2003 J 21.
Mneme có đường kính khoảng 2 km, và quay quanh sao Mộc ở khoảng cách trung bình là 21.427.000 km trong vòng 640,769 ngày, với độ nghiêng 149° so với mặt phẳng hoàng đạo (148° so với xích đạo của Sao Mộc) với độ lệch tâm là 0,2214. Tốc độ quay quanh Sao Mộc của Mneme là 2,43 km/s.
Vệ tinh này được đặt tên chính thức vào tháng 3 năm 2005 là Mneme, một trong ba muse nguyên thủy. Đôi khi nhân vật này bị nhầm lẫn với Mnemosyne, mẹ của các muse (3 hoặc 9, tùy thuộc vào tác giả).
Mneme thuộc nhóm Ananke, nhóm các vệ tinh tự nhiên dị hình quay nghịch chiều quanh Sao Mộc ở khoảng cách twf 19,3 đến 22,7 triệu km, với độ nghiêng khoảng 150°.